# Blîjnohorodske, Djankoi
Blîjnohorodske (în ucraineană Ближньогородське) este un sat în comuna Roșciîne din raionul Djankoi, Republica Autonomă Crimeea, Ucraina.

## Demografie
Componența lingvistică a localității Blîjnohorodske
     Rusă (71,51%)
     Tătară crimeeană (14,78%)
     Ucraineană (12,37%)
     Alte limbi (1,07%)
Conform recensământului din 2001, majoritatea populației localității Blîjnohorodske era vorbitoare de rusă (71,51%), existând în minoritate și vorbitori de tătară crimeeană (14,78%) și ucraineană (12,37%).